# Holly Nixon
Holly Nixon (7 de diciembre de 1993) es una deportista británica que compite en remo.
Ganó dos medallas en el Campeonato Mundial de Remo, en los años 2016 y 2017, y dos medallas de bronce en el Campeonato Europeo de Remo, en los años 2017 y 2021.

## Palmarés internacional
| Campeonato Mundial | Campeonato Mundial        | Campeonato Mundial | Campeonato Mundial |
| Año                | Lugar                     | Medalla            | Prueba             |
| ------------------ | ------------------------- | ------------------ | ------------------ |
| 2016               | Róterdam (Países Bajos)   | Medalla de oro     | Cuatro sin timonel |
| 2017               | Sarasota (Estados Unidos) | Medalla de bronce  | Cuatro scull       |
| Campeonato Europeo |                           |                    |                    |
| Año                | Lugar                     | Medalla            | Prueba             |
| 2017               | Račice (República Checa)  | Medalla de bronce  | Cuatro scull       |
| 2021               | Varese (Italia)           | Medalla de bronce  | Doble scull        |